# Station La Roche-sur-Foron
Station La Roche-sur-Foron is een spoorwegstation in de Franse gemeente La Roche-sur-Foron.
Het station werd geopend in 1885 met een treinverbinding naar Annecy. Later kwamen daar ook verbindingen naar Annemasse en Saint-Gervais-les-Bains bij en werd La Roche-sur-Foron een spoorwegknooppunt in Haute-Savoie.

## Treindienst
| Serie | Treinsoort                | Route | Bijzonderheden |
| ----- | ------------------------- | --- | -------------- |
| L2    | Léman Express (CFF, SNCF) | Coppet – Genève-Cornavin – Annemasse (– La Roche-sur-Foron (– Annecy))                                      |                |
| L3    | Léman Express (CFF, SNCF) | Coppet – Genève-Cornavin – Annemasse (– La Roche-sur-Foron (– Cluses (– Saint-Gervais-les-Bains-Le Fayet))) |                |